# ۱۴۸۲ (میلادی)
۱۴۸۲ (میلادی) هزار و چهارصد و هشتاد و دومین سال تقویم میلادی است.

## درگذشتگان
- ۲۵ اوت - مارگارت آنژو، همسر هنری ششم و ملکهٔ انگلستان (ت. ۱۴۳۰)

‎